# Ivan Milčetić

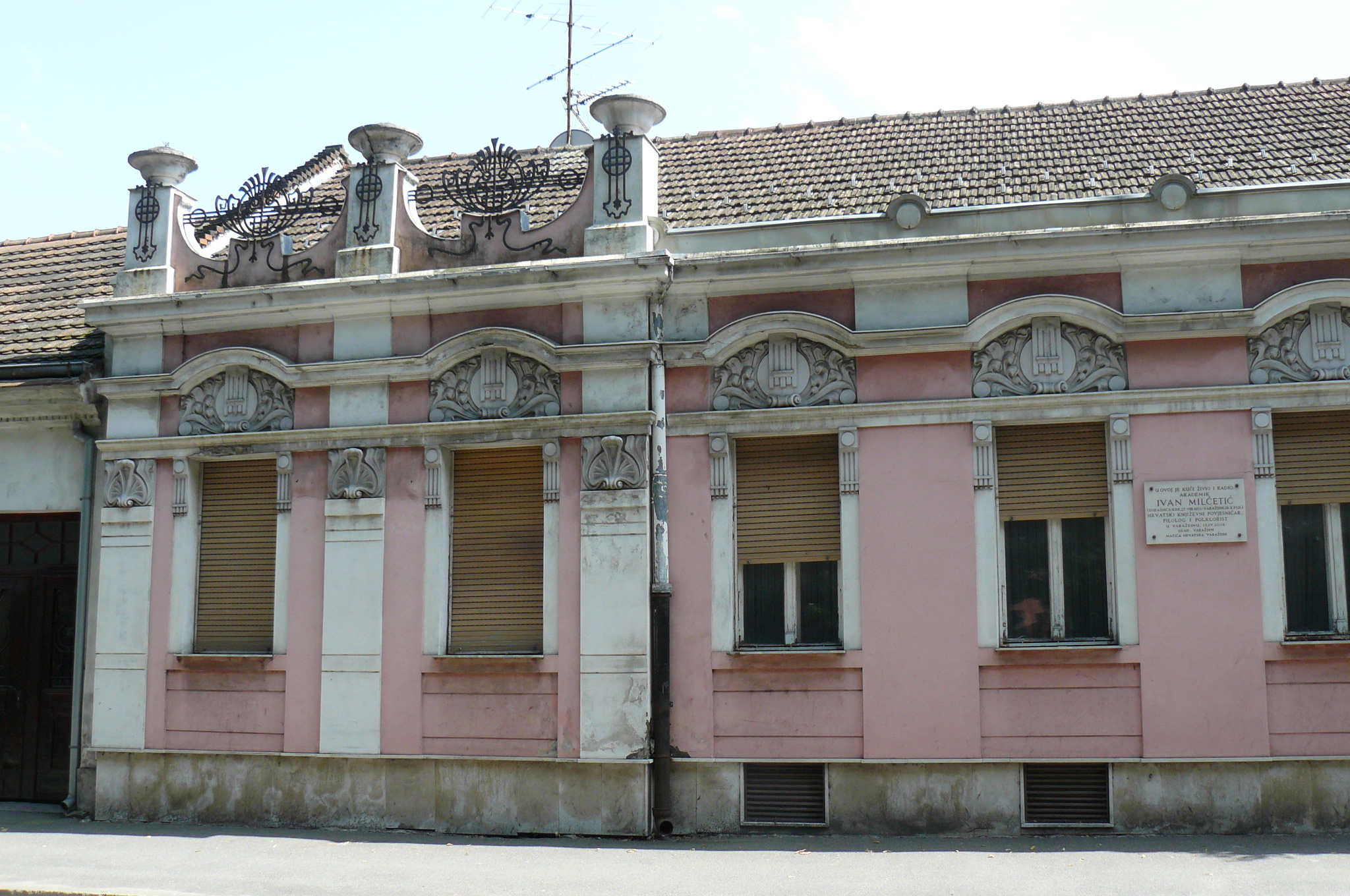
Dom Ivana Milčetića w Varaždinie

Ivan Milčetić (ur. 27 sierpnia 1853 w Krku, zm. 26 października 1921 w Varaždinie) – chorwacki naukowiec, folklorysta i pisarz, związany przede wszystkim z Varaždinem.
Był autorem licznych prac historyczno-literackich, prowadził badania filologiczne i etnologiczne. Jest uważany za jednego z ojców-założycieli etnologii chorwackiej. Badał przede wszystkim zwyczaje Słowian południowych (m.in. Morawy, Dolna Austria i część Węgier). Odbył w te rejony dwie podróże badawcze – w latach 1895 i 1898. Był założycielem pierwszego chorwackiego czasopisma etnologicznego.
Na domu, w którym mieszkał i pracował naukowiec, odsłonięto 19 kwietnia 2001 tablicę pamiątkową, ufundowaną przez miasto Varaždin i Maticę Hrvatską.